# Psychometrer Eiji
Psychometrer Eiji (サイコメトラーEIJI, Saikometorā Eiji) est un shōnen manga écrit par Tadashi Agi sous le pseudonyme de Yūma Andō et dessiné par Masashi Asaki. Il a été prépublié entre 1996 et 2000 dans le magazine Weekly Shōnen Magazine de Kōdansha puis reliée en 25 volumes du 17 juillet 1996 au 17 octobre 2000. La version française a été éditée en intégralité par Kana. 
Une suite nommée Psychometrer est prépubliée depuis avril 2011 dans le magazine Young Magazine. Deux drama ont vu le jour, ainsi qu'un jeu vidéo sur PlayStation courant 1999.

## Synopsis
Eiji, lycéen bagarreur, a le don de psychométrie : en effet, en entrant en contact avec un objet ou une personne, il reçoit sous forme de flash des « fragments de la vie » de celui-ci. Les seules personnes au courant de son « pouvoir » sont sa demi-sœur Emi et son meilleur ami Yusuke.
C'est lors des premiers crimes du meurtrier en série dénommé Moebius qu'Eiji rencontre la ravissante inspectrice Shima. Celle-ci, ayant fait une thèse sur les psychomètres lorsqu'elle était encore en école de police, découvre assez vite la vérité sur Eiji. C'est ainsi que débuta la collaboration de cette inspectrice de choc et du psychomètre.

## Personnages
- Eiji Asuma (明日真映児, Asuma Eiji?)
- Emi Asuma (明日真恵美, Asuma Emi?), la petite sœur d'Eiji.
- Ryoko Shima (志摩亮子, Shima Ryoko?), l'inspectrice qui enquête sur les meurtres en série.
- Fukushima, monomaniaque grand fan des costumes de police (masculin ou féminin), n'hésitant pas à les porter et à aider, sans le vouloir, Shima et ses amis à résoudre certaines enquêtes.

## Manga
La série a été prépubliée dans le magazine Weekly Shōnen Magazine entre 1996 et 2000. Le premier volume relié est publié par Kōdansha le 17 juillet 1996 et le vingt-cinquième et dernier le 17 octobre 2000. La version française a été éditée en intégralité par Kana dans la catégorie Dark Kana entre 2001 et 2006, mais n'est plus commercialisée depuis novembre 2010.
En novembre 2010, Yuma Ando annonce que la série allait reprendre. Cette suite intitulée Psychometrer est publiée depuis le 25 avril 2011 dans le magazine Young Magazine. Le premier volume relié est sorti le 6 octobre 2011, le quinzième volume sorti le 15 décembre 2014, il est depuis annoncé en pause et n'a pas repris depuis.

## Drama
Une adaptation en drama de dix épisodes a été diffusée entre janvier et mars 1997 sur NTV. Une seconde saison de douze épisodes a été diffusée entre octobre et décembre 1999.